# 日誠
日誠（にちじょう、1795年（寛政7年） - 1836年6月14日（天保7年5月1日））は、大石寺第50世法主。町田姓。

## 来歴
- 1795年（寛政7年）、江戸にて誕生。
- 1802年（享和2年）4月、日相年礼出府帰山の時供奉して登山。
- 1804年（文化元年）秋、日相仙台洞ノ口法難見舞のため陸前へ下向、日誠随行。冬帰山。
- 1805年（文化2年）12月、日相死去につき日調に随侍す。
- 1808年（文化5年）春、細草檀林に入檀。
- 1815年（文化12年）夏、大石寺新説となる。
- 1824年（文政7年）春、細草檀林84代化主となる。
- 1830年（天保元年）秋、大石寺32代学頭となる。
- 1831年（天保2年）3月、江戸常泉寺において日蓮大聖人第550遠忌取越執行。
- 1831年（天保2年）9月、48世日量より法の付属を受ける。50世日誠として登座。
- 1836年（天保7年）5月1日、41歳で死去した。

| 先代 日荘 | 大石寺住職一覧 | 次代 日英 |